# Хермон (гора)
Хермон, Гермон, Ермон (івр. הר חרמון — Гар Хермон; араб. جبل الشيخ — Джабаль аш-Шейх, «гора вождя»; араб. جبل حرمون — Джабаль Хармон, «снігова гора») — гора, південний край хребта Антиліван. Її найвища вершина досягає висоти 2 814 м над рівнем моря та знаходиться в Ізраїлі, Сирії та Лівані. Ділянка на південних схилах пролягає територією Голанських висот, що з часів Шестиденної війни знаходяться під контролем Ізраїлю. На шапці гори взимку є сніг, на якому прокладаються гірськолижні траси для лижного спорту і відпочинку ізраїльтян та гостей країни. На вершині, у буферній зоні Організації Об'єднаних Націй між окупованими Сирією та Ізраїлем територіями, знаходиться найвища постійна позиція ООН у світі, відома як "Готель «Хермон», розташована на висоті 2814 метрів. Південні схили гори Хермон простягаються до зайнятої Ізраїлем частини Голанських висот, де розташований гірськолижний курорт на горі Хермон з висотою 2040 м над рівнем моря. Пік у цій місцевості, що здіймається до 2236 м над рівнем моря є найвищою точкою на контрольованій Ізраїлем території.

## Географія

### Ширший гірський масив
Антиліванський хребет, найпівденнішу частину якого становить хребет Хермон, простягається приблизно на 150 км у напрямку з північного сходу на південний захід, паралельно Ліванському хребту на заході.

### Хермонський хребет
Відносно вузький хребет Хермон є кордоном між Ліваном і Сирією, має завдовжки на 70 км, від гори Хермон 25 км на північний схід та 45 км на південний захід від неї. Хребет Хермон займає площу близько 700 км², з яких близько 70 км² знаходяться під контролем Ізраїля. Гора Хермон — комплекс гір із трьома різними вершинами, кожна приблизно однакової висоти. Більша частина гори Хермон в межах території, контрольованої Ізраїлем, становить природний заповідник Хермон.

### Вода і флора
Гора є одним з найбільших географічних ресурсів області. Через свою висоту він вловлює велику кількість опадів у дуже сухій частині світу. Вапняк юрського періоду розбитий розломами і каналами розчину, утворює карстовий рельєф. Гора Хермон має сезонні зимові та весняні снігопади, які покривають усі три її вершини протягом більшої частини року. Тала вода із західного та південного підніжжя вкритої снігом гори просочується в скельні канали та пори, живлячи джерела біля підніжжя гори, які утворюють струмки та річки. Вони зливаються в річку Йордан. Крім того, стік сприяє розвитку рослинництва нижче снігової межі, де багато виноградників, соснових борів, дібров і тополевих лісів.

### Стратегічне значення
Джерела та сама гора викликають серйозні суперечки серед націй регіону щодо використання води. Гору Хермон також називають «сніговою горою», «сивоволосою горою», «сніговою горою». В Ізраїлі її також називають «очима нації», оскільки її висота робить його основою стратегічної системи раннього попередження Ізраїлю.

### Клімат
| Клімат Гермон (1640 м над р. м.) | Клімат Гермон (1640 м над р. м.) | Клімат Гермон (1640 м над р. м.) | Клімат Гермон (1640 м над р. м.) | Клімат Гермон (1640 м над р. м.) | Клімат Гермон (1640 м над р. м.) | Клімат Гермон (1640 м над р. м.) | Клімат Гермон (1640 м над р. м.) | Клімат Гермон (1640 м над р. м.) | Клімат Гермон (1640 м над р. м.) | Клімат Гермон (1640 м над р. м.) | Клімат Гермон (1640 м над р. м.) | Клімат Гермон (1640 м над р. м.) | Клімат Гермон (1640 м над р. м.) |
| Показник                         | Січ.                             | Лют.                             | Бер.                             | Квіт.                            | Трав.                            | Черв.                            | Лип.                             | Серп.                            | Вер.                             | Жовт.                            | Лист.                            | Груд.                            |                                  |
| Середній максимум, °C            | 3,3                              | 4,0                              | 7,6                              | 12,0                             | 16,0                             | 19,4                             | 21,6                             | 21,7                             | 19,1                             | 15,3                             | 10,2                             | 5,1                              |                                  |
| Середня температура, °C          | 1,2                              | 1,9                              | 4,1                              | 7,5                              | 11,2                             | 14,5                             | 16,8                             | 16,7                             | 14,3                             | 11,2                             | 7,0                              | 3,3                              |                                  |
| Середній мінімум, °C             | −2,2                             | −3,1                             | 0,6                              | 3,1                              | 6,4                              | 9,6                              | 12,0                             | 11,8                             | 9,5                              | 7,2                              | 2,7                              | −0,5                             |                                  |
| Днів з дощем                     | 20,8                             | 19,3                             | 11,5                             | 8,8                              | 5,8                              | 2,3                              | 0,7                              | 0,6                              | 3,5                              | 11,2                             | 15,5                             | 18,9                             |                                  |
| -------------------------------- | -------------------------------- | -------------------------------- | -------------------------------- | -------------------------------- | -------------------------------- | -------------------------------- | -------------------------------- | -------------------------------- | -------------------------------- | -------------------------------- | -------------------------------- | -------------------------------- | -------------------------------- |

## Гора Хермон в Біблії
В Книзі Еноха, що входить до складу ефіопської Біблії, сказано, що на горі Хермон приземлилися 200 «ангелів» («синів неба»), котрі одружилися з земними жінками і народили велетнів і магів (1 Єн. 6–10). Після цього Земля переповнилася грішниками, які повстали проти Бога, і була піддана потопу.

## Арабо-ізраїльський конфлікт

### 1967 Шестиденна війна
Під час Шестиденної війни в червні 1967 року частина гори Хермон в Сирії була захоплена Ізраїлем.

### 1973 Війна Судного дня
Цю частину Сирія повернула 6 жовтня 1973 року, у перший день війни Судного дня після першої битви за гору Хермон. Після другої битви за гору Хермон (8 жовтня 1973) та Третьої битви за гору Хермон (21/22 жовтня 1973) Армія оборони Ізраїлю захопила як раніше окупований Ізраїлем сектор, так і сектор, контрольований сирійцями до війни Судного дня.

### Після 1973 року
Сектор, контрольований Сирією до війни Судного дня, був повернутий Сирії після війни.

### Громадянська війна в Сирії
З початку громадянської війни в Сирії Хермон, контрольований Сирією, продовжував перебувати під владою проурядових сил, хоча час від часу спалахували зіткнення на гірському хребті та поширювалися на Ліван і окуповану Ізраїлем частину. Зокрема, у боях на південних схилах гори брали участь ісламістські повстанські угруповання Джейш аль-Харамун.